# Massaker im Zabiokovlje
Das Massaker im Zabiokovlje war ein Kriegsverbrechen von nationalistischen serbischen Tschetnik-Einheiten unter der Führung des Woiwoden Petar Baćović (1898–1945) im dalmatinischen Hinterland des Biokovo-Gebirges am 29. August 1942. Die Tschetniks ermordeten 141 bis 147 kroatische Zivilpersonen in den Dörfern Rašćane, Kozica, Dragljane und Župa Biokovska bei Vrgorac, darunter die drei örtlichen katholischen Pfarrer. Einige der Opfer wurden vorher gefoltert, so wurden der Pfarrer von Rašćane Ivan Čondić (* 9. Juli 1886) und der Pfarrer von Župa Biokovska Josip Braenović (* 8. April 1902) lebend enthäutet. Außerdem wurden in den Orten 702 Häuser geplündert und niedergebrannt.

## Hintergrund

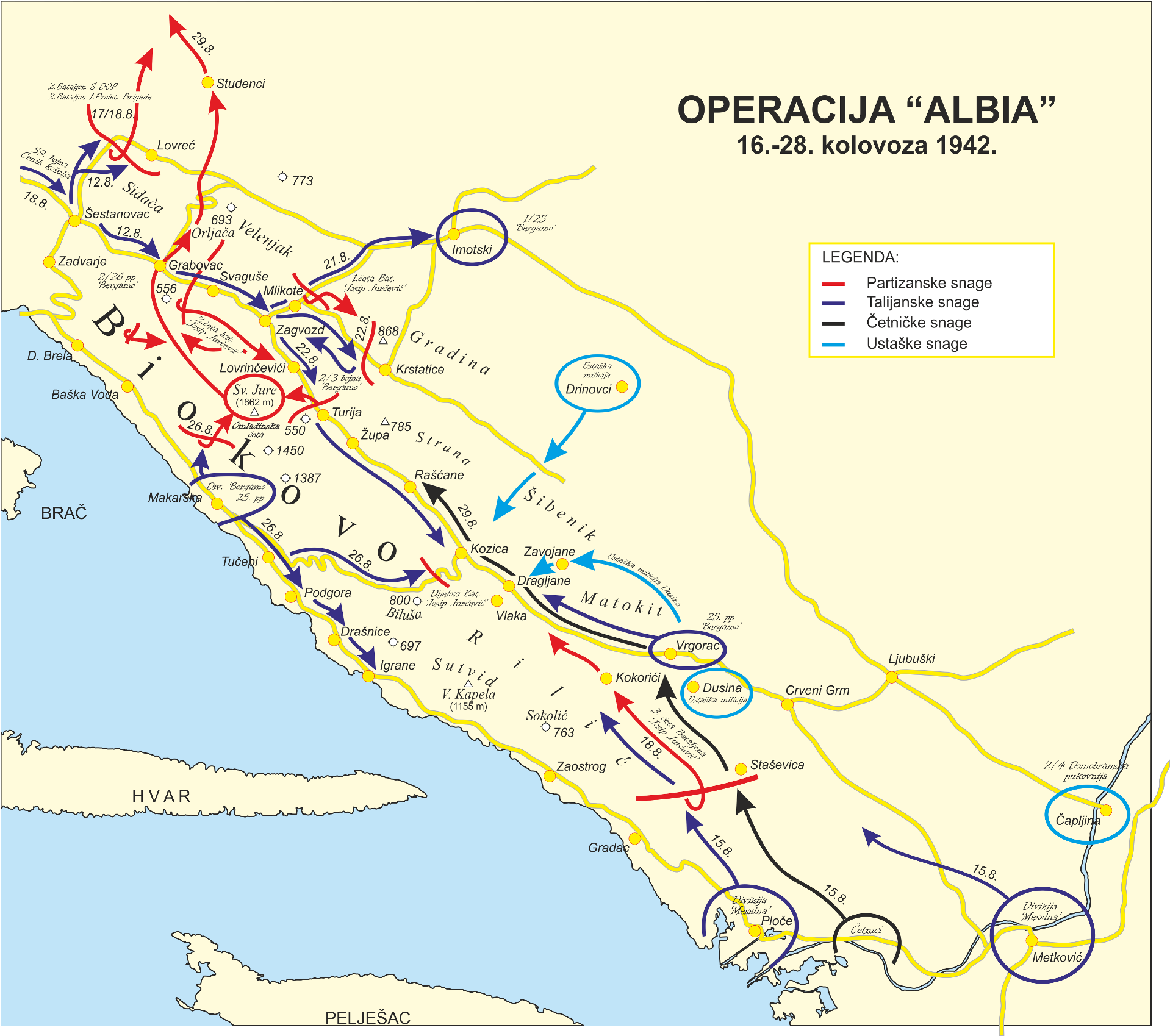
Verlauf der Operation Albia. Erkennbar die Bewegung der Tschetnik-Einheiten im dalmatinischen Hinterland, bei der das Massaker am 29. August 1942 stattfand: von der Neretva östlich von Ploče (am 15.8.) über Vrgorac auf Dragljane, Kozica, Rašćane und Župa Biokovska.

Das Massaker war der Beginn einer Reihe von Massentötungen der kroatischen Zivilbevölkerung durch die mit der faschistischen italienischen Besatzungsmacht kollaborierenden Tschetniks, die während der eigentlich gegen Tito-Partisanen gerichteten Militäroperation Albia begangen wurden.
Der verantwortliche Tschetnik-Kommandant Petar Baćović berichtete Draža Mihailović, dem Befehlshaber dieser sogenannten Jugoslawischen Armee im Vaterland danach:

„Vratio sam se sa puta po Hercegovini. Četiri naša bataljona, oko 900 ljudi, krenuli su 30. avgusta preko Ljubuškog, Imotskog i Podgore i izbili kod Makarske na more. Sedamnaest sela spaljeno, 900 ustaša ubijeno, nekoliko katoličkih sveštenika živo odrano. Prvi put posle sloma poboli srpsku zastavu u more i klicali kralju i Draži. Naši gubici minimalni.”

„Ich machte mich auf den Weg in die Herzegowina. Vier unserer Bataillone, etwa 900 Leute, starteten am 30. August über Ljubuški, Imotski und Podgora und machten einen Durchbruch in der Nähe von Makarska an das Meer. Siebzehn Dörfer wurden verbrannt, 900 Ustasche [gemeint sind kroatische Zivilisten ] getötet, mehrere katholische Priester lebend gehäutet. Zum ersten Mal nach dem Zusammenbruch stellte ich die serbische Fahne in das Meer und grüßte rufend König und Draža. Unsere Verluste sind minimal.“

Am 3. September antwortete Draža Mihailović:

„Zadovoljan sam sa vašim izveštajem o izbijanju na more. Iskoristite ovu akciju da se postavi siguran kanal za vezu sa Dinarskom divizijom. Posle ovoga za najkraće vreme Vi zajedno sa dinarcima treba da raščistite prostoriju između: Mostar – Konjic – Visoko – Travnik – Jajce – Livno. Dinarce postaći na jači rad i što hitniju organizaciju i aktivnu borbu protiv komunista i ustaša.”

„Ich bin zufrieden mit dem Bericht über den Durchbruch an das Meer. Nutzen Sie diese Aktion, um einen sicheren Kanal für die Verbindung mit der Dinara-Division einzurichten. Nach diesem haben Sie in kürzester Zeit gemeinsam mit den Dinaren den Raum zu bereinigen zwischen: Mostar – Konjic – Visoko – Travnik – Jajce – Livno.“